# VK POŠK Split
A VK POŠK Split egy horvát vízilabdaklub, melynek székhelye Splitben található. Jelenleg a horvát bajnokság első osztályában szerepel. 
A klubot 1937-ben alapították, színei: kék-fehér. 
A horvát bajnokságot 1 (1998), a jugoszláv kupát 2 (1980, 1983), a horvát kupát 1 (2000), a bajnokok ligáját 1 (1999), a KEK-et 2 (1982, 1984) és a LEN-szuperkupát pedig 1 alkalommal (1984) nyerte meg.

## Sikerei

### Hazai
- Horvát bajnok: (1)
  - 1998
- Jugoszláv kupagyőztes: (2)
  - 1980, 1983
- Horvát kupagyőztes: (1)
  - 2000

### Nemzetközi
- LEN-bajnokok ligája
  - 1. hely (1): 1999
- LEN-kupagyőztesek Európa-kupája
  - 1. hely (2): 1982, 1984
  - 2. hely (1): 1980
- LEN-szuperkupa
  - 1. hely (1): 1984
  - 2. hely (1): 1982